# 윈도우 365
윈도우 365 (Windows 365)는 마이크로소프트에서 공개한 마이크로소프트 윈도우 클라우드 서비스이다. 서비스는 윈도우 365 비즈니스 (Windows 365 Business), 윈도우 365 엔터프라이즈 (Windows 365 Enterprise) 이렇게 두 가지가 있다.

## 같이 보기
- 마이크로소프트
- 마이크로소프트 윈도우
- 윈도우 10
- 윈도우 11